# Víctor Areces Franco
Víctor Areces Franco (Avilés, Asturias, España, 3 de diciembre de 1985) es un árbitro de fútbol español. Pertenece al Comité de Árbitros de Asturias.

## Trayectoria
Tras cuatro temporadas en Segunda División B, donde dirigió 55 partidos, consiguió el ascenso a Segunda División de España en la temporada 2014/15, debutando en dicha categoría el 24 de agosto de 2014 en el partido entre el Club Deportivo Leganés y el Deportivo Alavés (1-1).

## Temporadas
| Categoría            | País   | Años              | Partidos |
| -------------------- | ------ | ----------------- | -------- |
| Segunda División "B" | España | 2010 - 2014       | 55       |
| Segunda División     | España | 2014 - Actualidad | 128      |